# Technische Universität Muroran

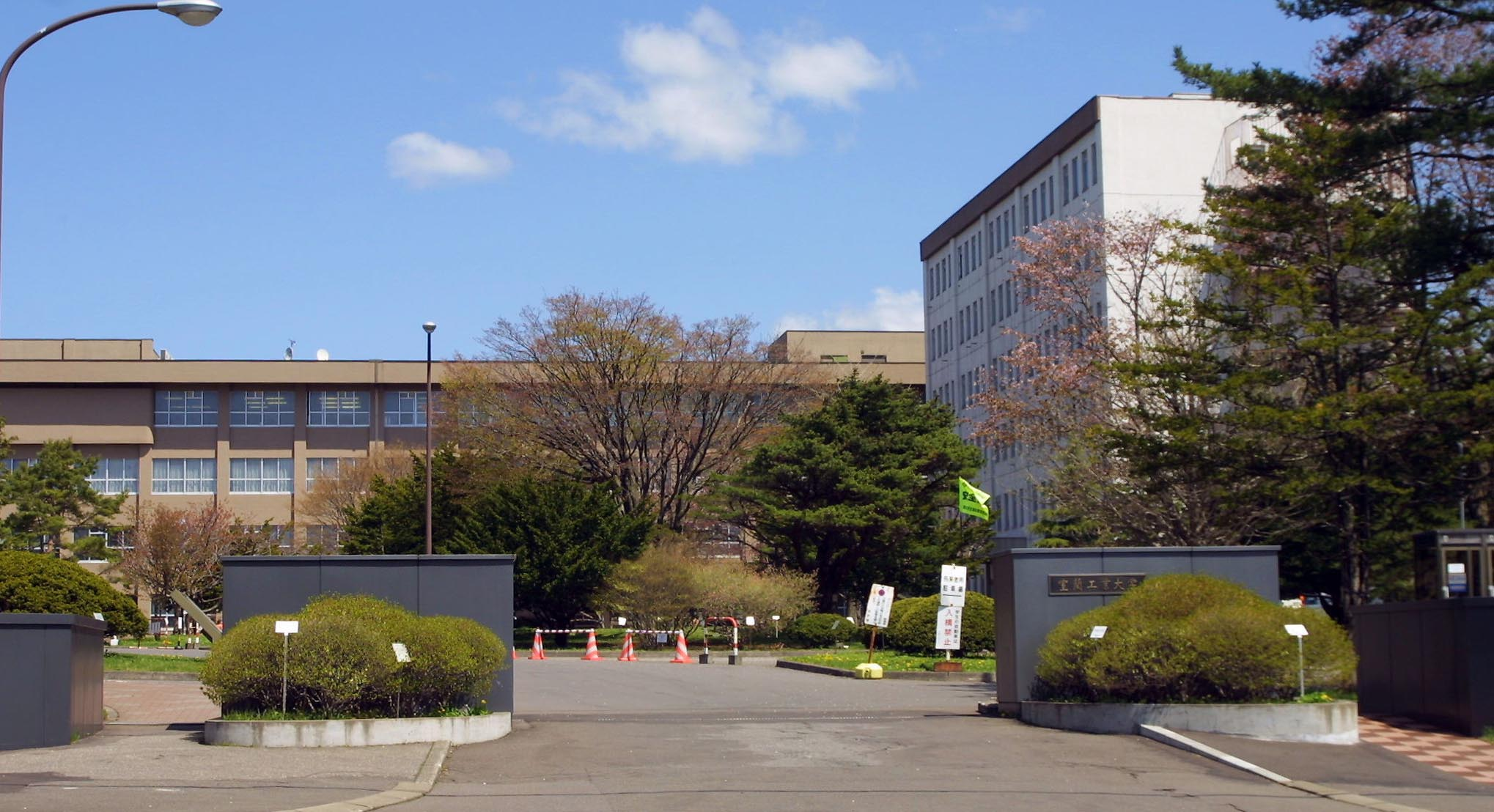
Haupttor

Die Technische Universität Muroran (jap. 室蘭工業大学, Muroran kōgyō daigaku, engl. Muroran Institute of Technology, kurz: Murokōdai (室工大)) ist eine staatliche Universität in Japan. Sie liegt in Mizumotochō, Muroran in der Präfektur Hokkaidō.

## Geschichte
Die Geschichte der Universität begann 1887 mit der Gründung der technischen Fachschulabteilung an der Landwirtschaftshochschule Sapporo. Die Fachschule benannte sich einige Mal um, und 1947 hieß sie Fachschulabteilung für Bauingenieurwesen an der Universität Hokkaidō (北海道大学附属土木専門部, Hokkaidō daigaku fuzoku doboku semmon-bu).
1939 wurde die Höhere Technische Schule Muroran (室蘭高等工業学校, Muroran kōtō kōgyō gakkō) gegründet (Abteilungen: Maschinenlehre, Elektrotechnik, Chemie, Bergbaukunde und Metallurgie), und 1941 zog sie in den heutigen Mizumotochō-Campus. 1944 wurde sie in Technikum Muroran (室蘭工業専門学校, Muroran kōgyō semmon gakkō) umbenannt.
1949 wurde die Technische Universität Muroran durch den Zusammenschluss der zwei Fachhochschulen gegründet. 1990 erhielt sie das Promotionsrecht.
Es gibt eine Fakultät, die aus vier Abteilungen besteht.
- Fakultät für Ingenieurwissenschaften
  - Bauingenieurwesen und Architektur
  - Maschinenlehre, Luft- und Raumfahrttechnik und Materialwissenschaft
  - Angewandte Wissenschaften
  - Informatik und Elektronik